# Afsluitdijk Wadden Center
Het Afsluitdijk Wadden Center is een expositiecentrum op de Afsluitdijk in Kornwerderzand in de Nederlandse provincie Friesland.

## Geschiedenis
Het Afsluitdijk Wadden Center werd op 22 maart 2018 officieel geopend door minister Cora van Nieuwenhuizen van Infrastructuur en Waterstaat. De provincie Friesland was opdrachtgever en hoofdfinancier. Het Afsluitdijk Wadden Center maakt deel uit van het programma De Nieuwe Afsluitdijk. Dit is een samenwerking van de provincie Friesland (gemeenten Súdwest-Fryslân en Harlingen) en de provincie Noord-Holland (gemeente Hollands Kroon) op het gebied van duurzame energie, ecologie, recreatie en toerisme voor een vernieuwde dijk. Met de opening werd ook het jubileumjaar van de Zuiderzeewet uit 1918 ingeluid.

## Expositie
In de expositieruimte kunnen de bezoekers kennis maken met de geschiedenis en toekomst van de Afsluitdijk, de Waddenzee (UNESCO Werelderfgoed), het IJsselmeer en de Vismigratierivier (een vispassage aan de westzijde van de Lorentzsluizen waar trekvissen doorheen kunnen zwemmen). Er is een interactief aquarium, de werkkamer van ingenieur Cornelis Lely, het Stormtheater en een 4D-bioscoop met de attractie de FlyRide (met behulp van virtuele werkelijkheid in een hangglider een vlucht maken over de omgeving).

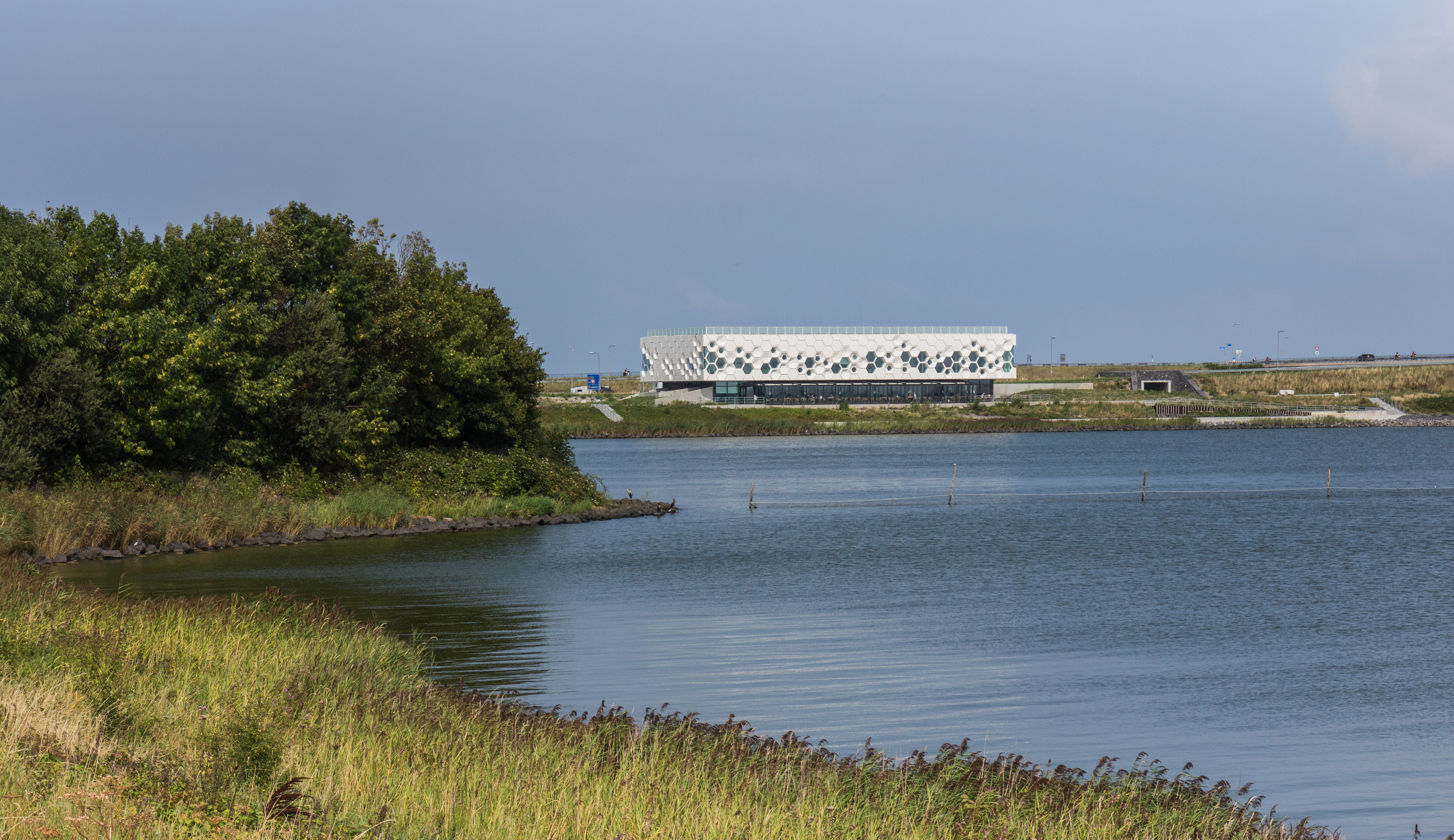
Zuidzijde Afsluitdijk met het Wadden Center